# Freienbach-Hurden-Rosshorn

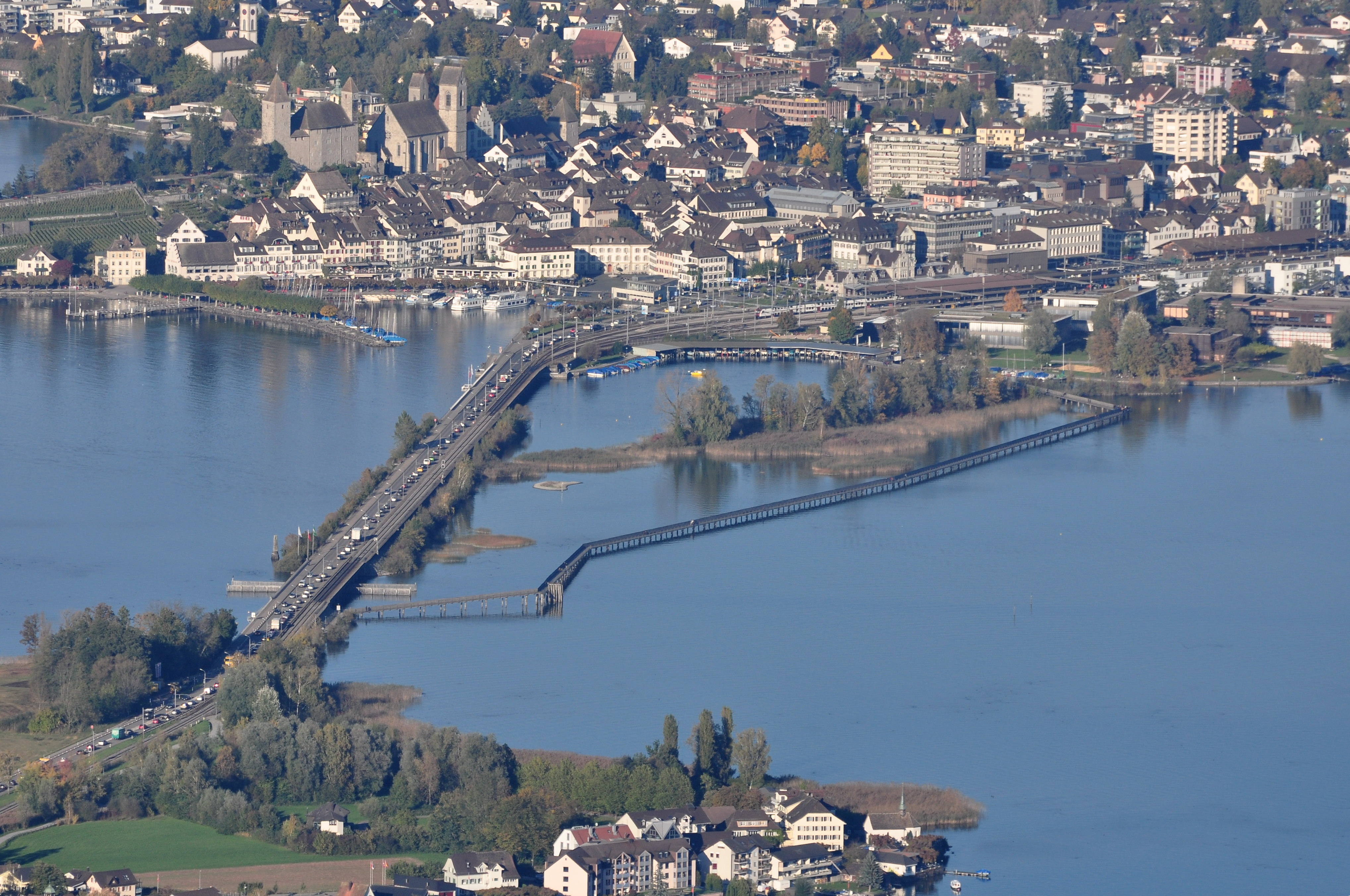
Der Seedamm von Rapperswil zwischen Hurden (vorn) und Rapperswil. Die Fundstelle Hurden Rosshorn liegt unter der Seedamm-Brücke bei Hurden und links davon. Am südlichen Ende dieses Brückensegments zweigt die Holzbrücke Rapperswil–Hurden nach rechts ab.

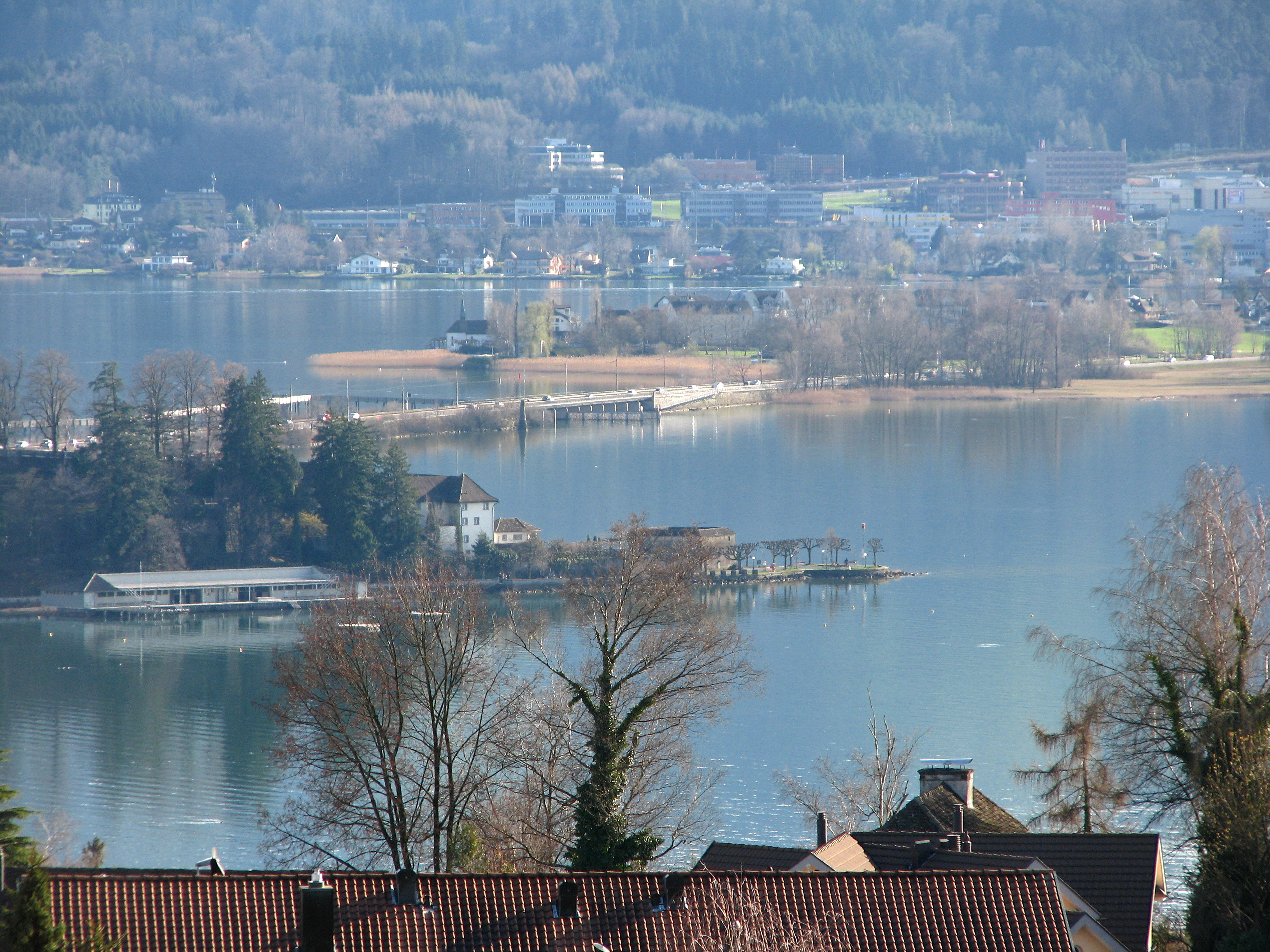
Hurden (oberhalb der Bildmitte), im Hintergrund Pfäffikon SZ (Blick mit dem Teleobjektiv Richtung Süden). Die Fundstelle Rosshorn liegt knapp oberhalb der Bildmitte. Die Wasserfläche unter und vor der Seedamm-Brücke gehört zu der Fundstelle. Von dort erstreckt sie sich als Zone am Ufer noch etwa 300 Meter weiter nach rechts.

Freienbach-Hurden-Rosshorn, kurz Hurden Rosshorn oder Rosshorn genannt, ist der Name einer archäologischen Fundstelle im Zürichsee auf dem Gebiet von Hurden, an der Reste prähistorischer Holzstege gefunden wurden. Hurden ist ein Ortsteil der Gemeinde Freienbach im Kanton Schwyz.

## Lage
Hurden liegt auf einer in den Zürichsee hineinragenden Landzunge. Zwischen Hurden im Kanton Schwyz und Rapperswil im Kanton St. Gallen befindet sich eine untiefe Engstelle des Zürichsees, die heute vom Seedamm von Rapperswil überbrückt wird. Das «Rosshorn» ist eigentlich das Ende der Landzunge – nach ihm ist die Fundstelle benannt.
Die 4,32 Hektar grosse Fundstelle Rosshorn ist eine ungefähr rechteckige Fläche im Zürichsee, etwa 400 Meter lang und im Schnitt etwa 100 Meter breit, mit einer Ausrichtung von Nordosten nach Südwesten. Diese Wasserfläche grenzt teils an den Seedamm, teils an das nördliche Ufer von Hurden. An ihrem nordöstlichen Ende reicht die Fundstelle bis unter die 90 Meter lange Strassen- und Eisenbahnbrücke nahe Hurden. Der grösste Teil liegt südwestlich davon: Rund 300 Meter Länge entfallen auf das letzte Stück des Seedamms vor Hurden sowie auf den anschliessenden nördlichen Uferbereich von Hurden. Entsprechend dem dortigen Uferverlauf nimmt die Breite der länglichen Fläche zum südwestlichen Ende hin ab.
Der Obersee, auf dessen Seite der Holzsteg für Fussgänger verläuft, ist nur marginal an der Fundstelle beteiligt: Ein schmaler Streifen entlang der Seedamm-Brücke liegt auf der Seite des Obersees.
Die 20,10 Hektar grosse Pufferzone ist ebenfalls ungefähr ein Rechteck in derselben Ausrichtung wie die Kernzone. Die Pufferzone reicht im Norden ebenso weit wie die Kernzone. Sie erstreckt sich aber doppelt so weit wie die Kernzone in den Zürichsee hinein, ausserdem reicht sie erheblich weiter Richtung Südwesten. Anders als bei der Kernzone gehört auch Festland zur Pufferzone – grösstenteil Festland zwischen dem Ufer in Hurden und der Seedammstrasse. Ein kleiner Teil der Pufferzone liegt im Obersee auf der anderen Seite des Seedamms.

## Befund
Die Fundstelle Hurden Rosshorn liefert Nachweise für Stege und Brücken zwischen den beiden Seeufern aus verschiedenen Epochen, die einen Zeitraum von weit mehr als 3000 Jahren umfassen. Die ältesten Funde gehören zur Horgener Kultur. Des Weiteren finden sich Reste aus der frühen, mittleren und späten Bronzezeit, der Hallstattzeit (135 v. Chr.), der römischen Zeit (165 n. Chr.) und dem Mittelalter (741 n. Chr.). Von den verschiedenen Brücken und Stegen sind jeweils nur wenige Konstruktionsteile erhalten.

## UNESCO-Weltkulturerbe und Kulturgut von nationaler Bedeutung
Die Fundstelle Hurden Rosshorn sowie die nahegelegenen Fundstellen Hurden Seefeld, Technikum und Feldbach  zählen zu den 111 Fundstellen, die am 27. Juni 2011 von der UNESCO als Weltkulturerbe Prähistorische Pfahlbauten um die Alpen anerkannt wurden. Hurden Rosshorn nimmt dabei eine Sonderstellung ein. Zum einen wurden hier keine Siedlungsreste, sondern Reste von Brückenkonstruktionen gefunden; zum anderen ist es eine Fundstelle nicht nur für die Zeit der Pfahlbauten, sondern auch für spätere Epochen.
Im Schweizerischen Inventar der Kulturgüter von nationaler Bedeutung ist die Fundstelle Hurden Rosshorn als Klasse-A-Objekt aufgeführt.